# コムソモリスク地区
コムソモリスク地区（Комсомо́льский райо́н）はロシア連邦ハバロフスク地方のコムソモリスク＝ナ＝アムーレを行政中心地とする地区（ラヨン）。 

## 歴史
この地区が創設されたのは1926年のことで、極東地方を構成するニジネタンボフスキー地区（Нижнетамбовский район）としてだった。1932年にコムソモリスク地区へ改名。1939年にハバロフスク地方の一部となった。1962年に領域が変更され一部がアムールスク地区になった。1977年には再編成の関係で9つの村ソビエトが分離してソルネチヌイ地区となった。

## 地理
ハバロフスク地方の中央部に位置する。総面積25,230km2。北はソルネチヌイ地区、東はウリチ地区、南東はヴァニノ地区、南はナナイ地区、西はアムールスク地区に隣接。海への出口はない。
区域はアムール川の両岸に及び、自然地形はアムール川とその支流の氾濫原である低地地帯とアムール両岸の丘陵地帯の2つに分かれる。アムール右岸にはシホテ＝アリニ山脈の尾根が迫り、河岸から侵食を受け、標高の低い氾濫原を作り出す。アムール左岸と支流ゴリン川下流の地形はより複雑で、平頂の高地が広がる。

## 人口動態
2002年全ロシア国勢調査でのこの地区の人口は31,563人で、男性が16,661人、女性が14,902人（それぞれ52.8%と47.2%）。都市人口847人（2.7%）、農村人口30,716人（97.3%）。2006年1月1日現在の推計人口31,700人。最大の集落のフルバ村（с. Хурба）は人口5,704人（2002年）。二番目のセリヒノ村（с. Селихино）は人口4,865人（2002年）。
20を超える民族が居住する多民族地区であり、1107人の北方少数民族を含む。

## 構成
41の集落からなる。行政中心であるコムソモリスク＝ナ＝アムーレ市は地区に含まれない。
主要集落：
| - ベリゴ（с. Бельго） - ボクトル（с. Боктор） - ボリシャヤ・カルテリ（с. Большая Картель） - ヴェルフニャヤ・エコニ（с. Верхняя Эконь） - ヴェルフネタンボフスコエ（с. Верхнетамбовское） - ガイテル（с. Гайтер） - ガリチヌイ（п. Галичный） - グルスコエ（р.п. Гурское） - ダップィ（с. Даппы） - ケナイ（п. Кенай） - モロジョージヌイ（п. Молодёжный） | - ニジネタンボフスコエ（с. Нижнетамбовское） - ニジニエ・ハルブィ（с. Нижние Халбы） - ノヴォイリイノフカ（с. Новоильиновка） - ノーヴイ・ミール（с. Новый Мир） - ピヴァニ（с. Пивань） - セリヒノ（с. Селихино） - スネージヌイ（п. Снежный） - ウクトゥル（п. Уктур） - フルバ（с. Хурба） - ヤゴドヌイ（п. Ягодный） |